# Syndicat des enseignants du Congo
Le Syndicat des enseignants du Congo (SYECO) est un syndicat de professionnels de l'enseignement en République démocratique du Congo. 
Son secrétaire général est CécileTSHIYOMBO (Août 2017).